# Функціональний генератор

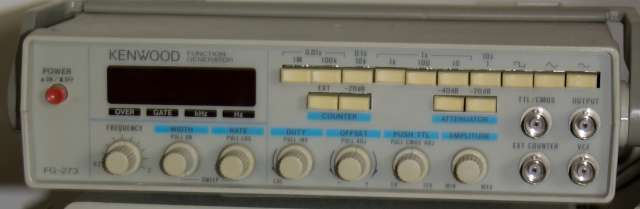

Типові сигнали функціонального генератора

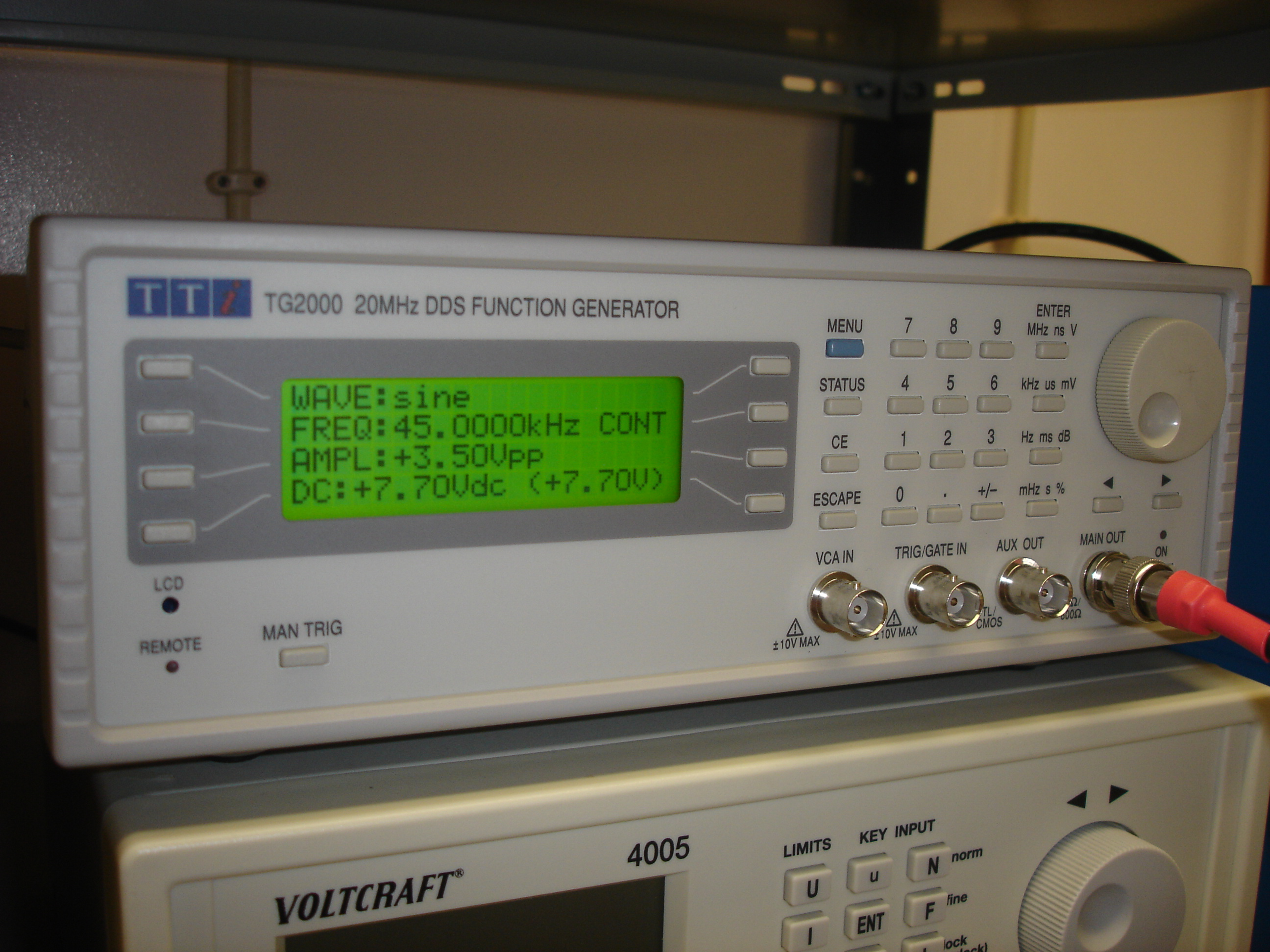
Функціональний генератор з числовим синтезом (Direct digital synthesizer, DDS)

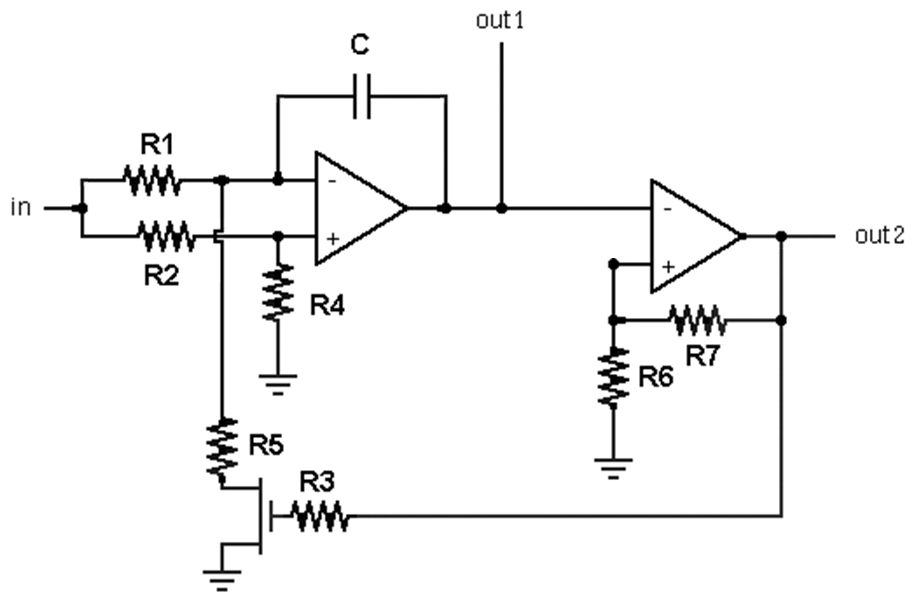
Функціональний генератор на операційних підсилювачах, вихід Out1 — трикутний сигнал, Out2 — прямокутний

Функціональний генератор — генератор сигналів спеціальної форми, електронний прилад або частина електронного вимірювального обладнання або спеціалізованого програмного забезпечення, призначеного для генерації різних типів електричних сигналів в широкому діапазоні частот. Деякими з найбільш поширених форм сигналів є: синусоїдаїльні, квадратні, трикутні та пилкоподібні.

## Функціональне призначення
Генератор може генерувати сигнали безперервно або одноразово (в останньому випадку вимагає внутрішнього або зовнішнього джерела запуску). Як джерело сигналів можуть використовуватись спеціалізовані інтегральні схеми або схеми на операційних підсилювачах з RC-ланками.
Функціональні генератори звичайно охоплюють діапазони частот від тисячних долей герца до сотень мегагерц. Не зважаючи на широкий діапазон частот, ці генератори не підходять для налаштування приладів, що вимагають низького рівня спотворень, стабільної напруги та частоти сигналів, наприклад — при налаштуванні високоякісних приладів передачі і підсилення звукових сигналів.
Окремі функціональні генератори можуть містити блоки фазового автопідстроювання до джерела зовнішнього сигналу або іншого функціонального генератора.
Функціональні генератори використовуються при розробці, випробуванні та ремонті радіоелектронної апаратури. Наприклад, вони можуть бути використані як джерело сигналу для тестування підсилювачів або генерувати сигнал помилки в контурі управління.

## Схемотехніка функціональних генераторів

### Функціональний генератор з числовим синтезом
Функціональний генератор з числовим синтезом (англ. Direct digital synthesizer, DDS — схема прямого цифрового синтезу) забезпечує синтезу сигналів довільної форми і частоти на основі сигналу опорної частоти, що генерується генератором тактових імпульсів. Амплітуда синтезованого сигналу в кожен момент часу обчислюються цифровими методами, після чого її значення передаються на цифро-аналоговий перетворювач (ЦАП), де відбувається перетворення значення амплітуди в аналогову форму (напругу або струм). Цифровий синтез дозволяє генерувати сигнали практично будь-якої форми. Керування такими генераторами звичайно виконується через мікроконтролер.

### Функціональний генератор на операційних підсилювачах
Функціональні генератори на операційних підсилювачах містять ємність, яка заряджається стабільним струмом (при цьому напруга на ємності змінюється також лінійно), що дозволяє відносно простими засобами отримати трикутний або пилкоподібний сигнал. Як стабілізатор струму використовується операційний підсилювач. Сигнали іншої форми отримують перетворенням трикутного сигналу, наприклад, компаратор дозволяє формувати прямокутний сигнал, підсилювач з нелінійними елементами в ланках зворотнього зв'язку — інші форми сигналів.
Керування струмом заряджання ємності звичайно виконується постійною напругою, яка подається на вхід стабілізатора струму (тобто, такий генератор є генератором, керованим напругою).